# Fontaine-de-Vaucluse
Cet article concerne la commune. Pour la source, voir Fontaine de Vaucluse.
Fontaine-de-Vaucluse est une commune française située dans le département de Vaucluse, en région Provence-Alpes-Côte d'Azur. Ses habitants sont appelés les Vauclusiens.
C'est sur le territoire de la commune que se trouve la plus importante exsurgence de France métropolitaine, la fontaine de Vaucluse, source de la Sorgue. Elle est classée au cinquième rang mondial avec un débit annuel de 630 à 700 millions de mètres cubes d'eau.

## Géographie

### Localisation

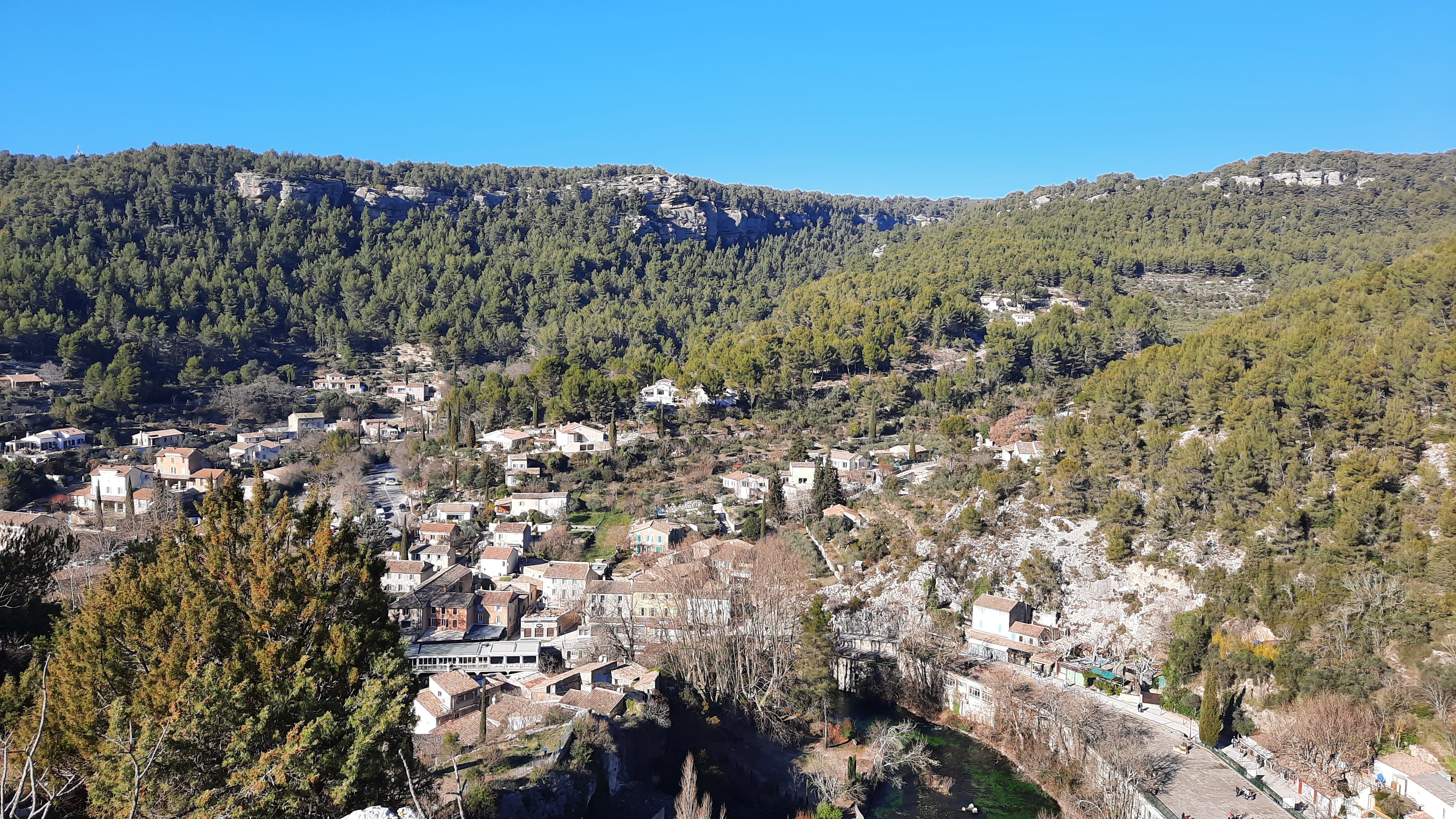
Vue de Fontaine-de-Vaucluse depuis le château.

Fontaine-de-Vaucluse est bâtie autour de son exsurgence de la Sorgue, dans une vallée en cul-de-sac au pied des monts de Vaucluse, entre Saumane-de-Vaucluse et Lagnes, à 7 km à l'est de L'Isle-sur-la-Sorgue.
En direction de l'ouest, on trouve Saumane-de-Vaucluse à quatre kilomètres et L'Isle-sur-la-Sorgue à environ sept kilomètres. Vers l'est, Lagnes est à trois kilomètres et Cabrières-d'Avignon à dix.
Le territoire de la commune est limitrophe de ceux de deux communes :
|                     |                      |        |
| Saumane-de-Vaucluse | Fontaine-de-Vaucluse |        |
|                     |                      | Lagnes |

### Géologie et relief
La superficie de la commune est de 7,14 km2 ; son altitude varie de 68  à   652 m.

#### Géologie
Les monts de Vaucluse sont formés de calcaires de l'ère secondaire, souvent perméables, ce qui permet l'infiltration de l'eau en profondeur et l'apparition de rivières souterraines. Plus en profondeur, les pierres plus dures, non perméables, empêchent l'écoulement naturel de ces rivières et causent alors des exsurgences comme celle-ci.

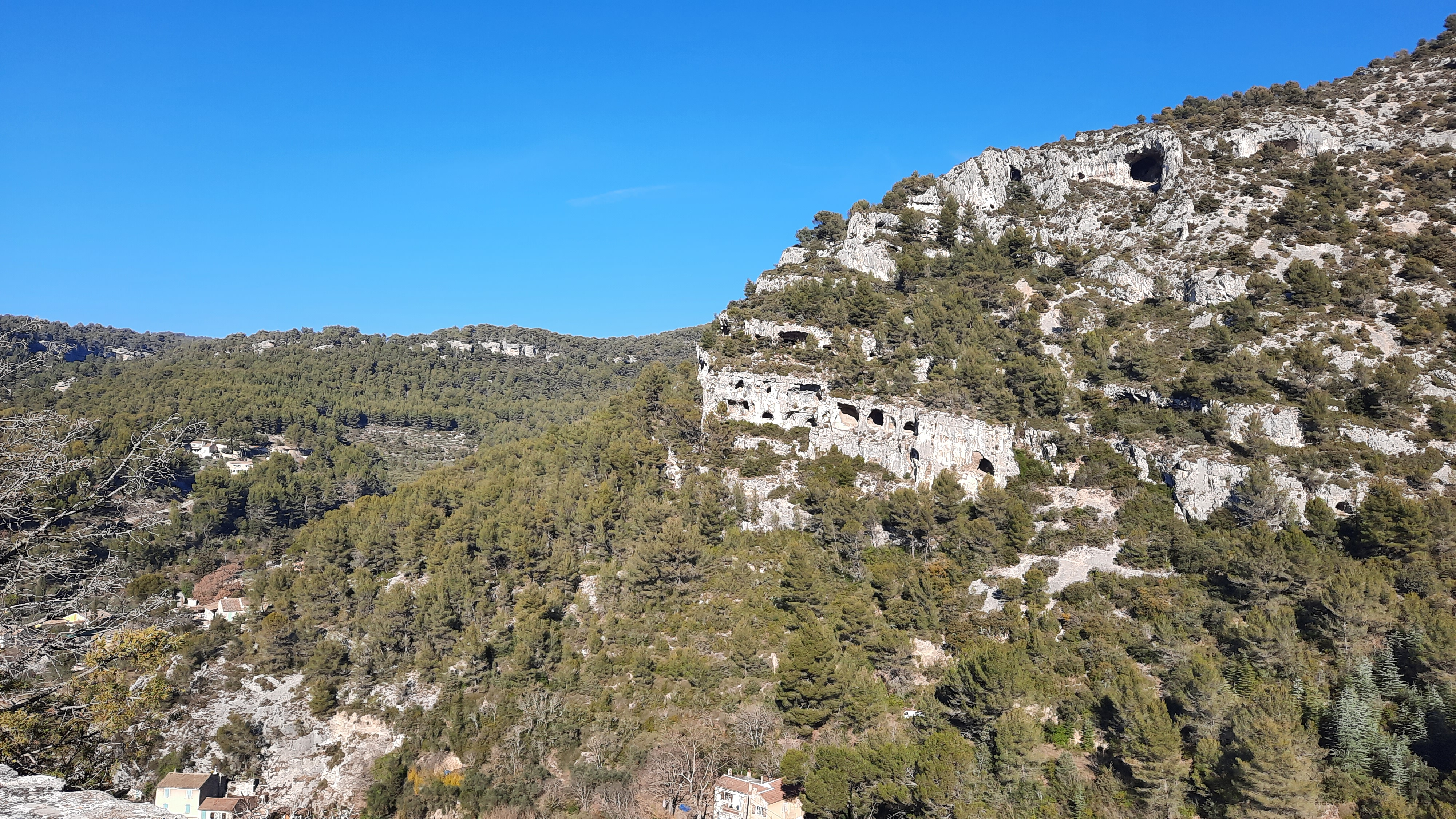
Le massif calcaire vu depuis Fontaine-de-Vaucluse.

#### Relief et végétation
Collines des monts de Vaucluse avec grande falaise de calcaire de 230 à 240 mètres et flancs en garrigue. Vallon luxuriant.

### Hydrographie et les eaux souterraines

Vues diverses de la Sorgue
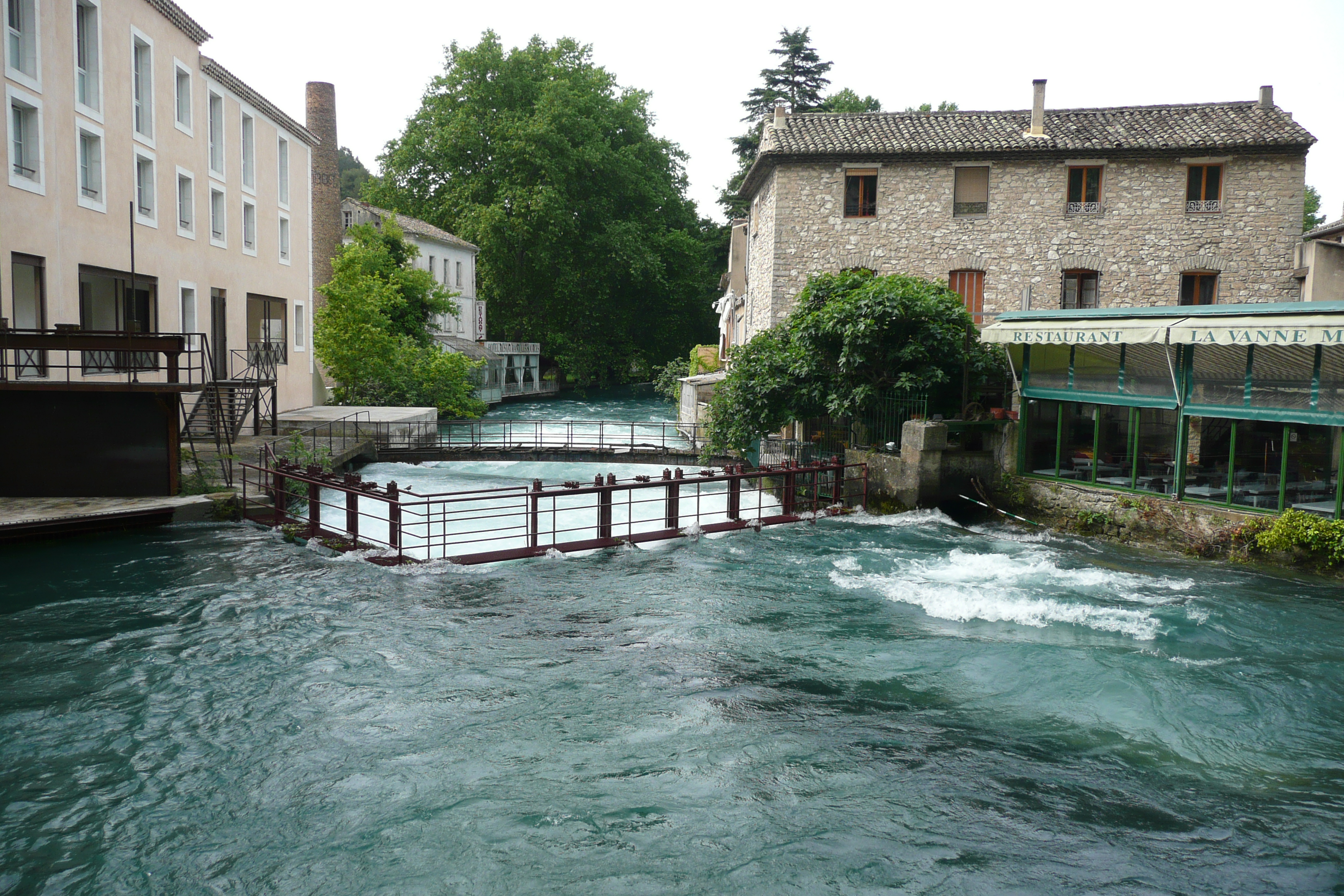
La Sorgue à Fontaine-de-Vaucluse à 1,53 mètre[2].
- Canoé-Kayak à Fontaine-de-Vaucluse, près du moulin avec 1,60 mètre[2].
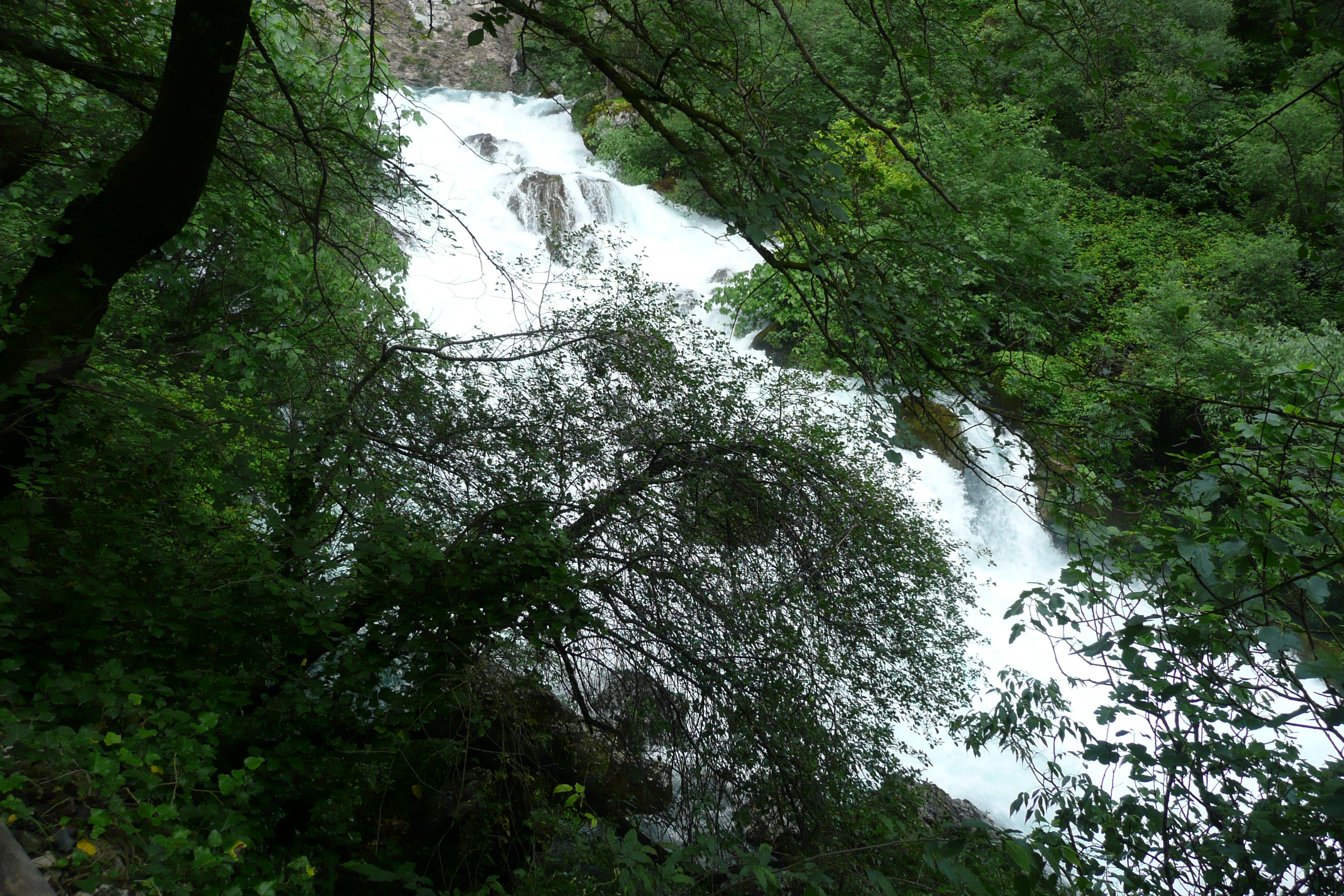
La pente la plus raide de la Sorgue avec 1,53 mètre d'eau[2]. L'exsurgence au pied de la falaise est visible en haut de la photo.
- L'exsurgence de la Sorgue avec 1,60 mètre d'eau[2].
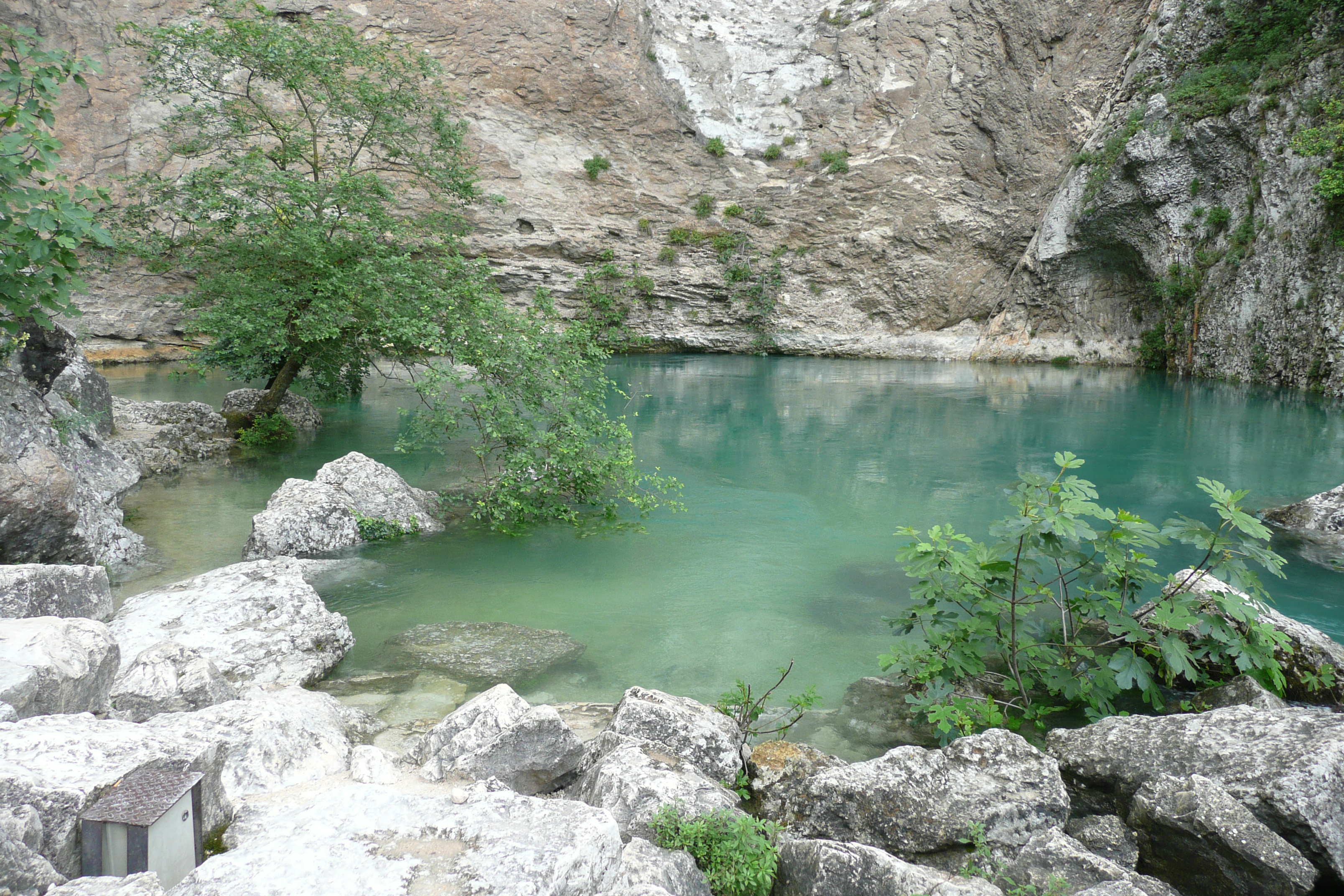
L'exsurgence lors du débordement.
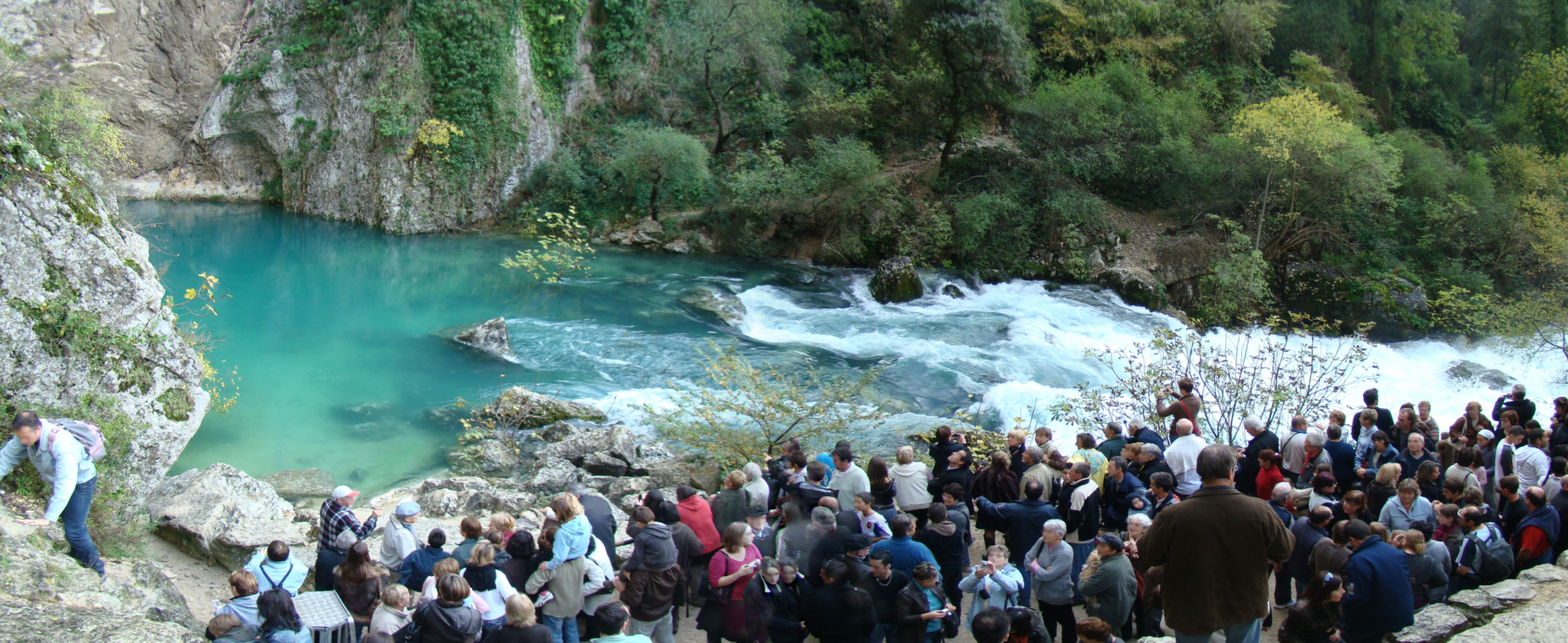
L'exsurgence lors du débordement.
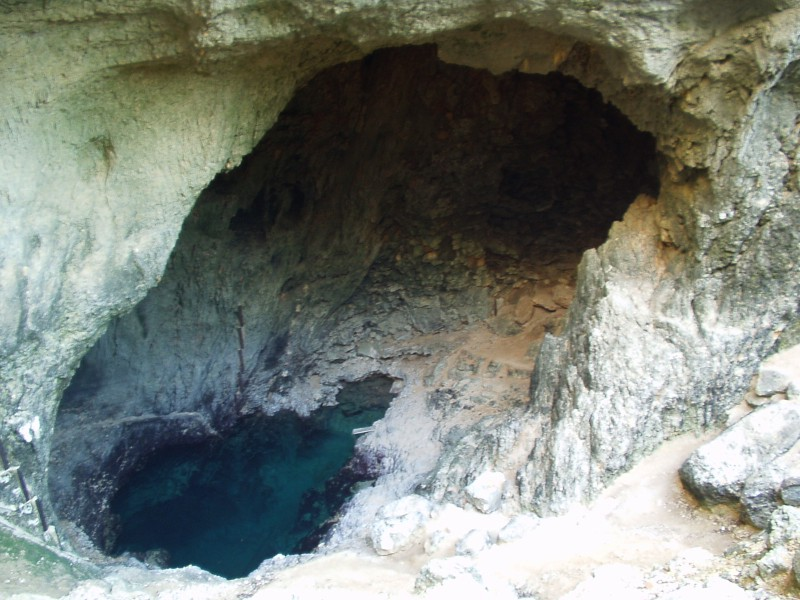
L'exsurgence lors d'un débit très faible de la Sorgue.
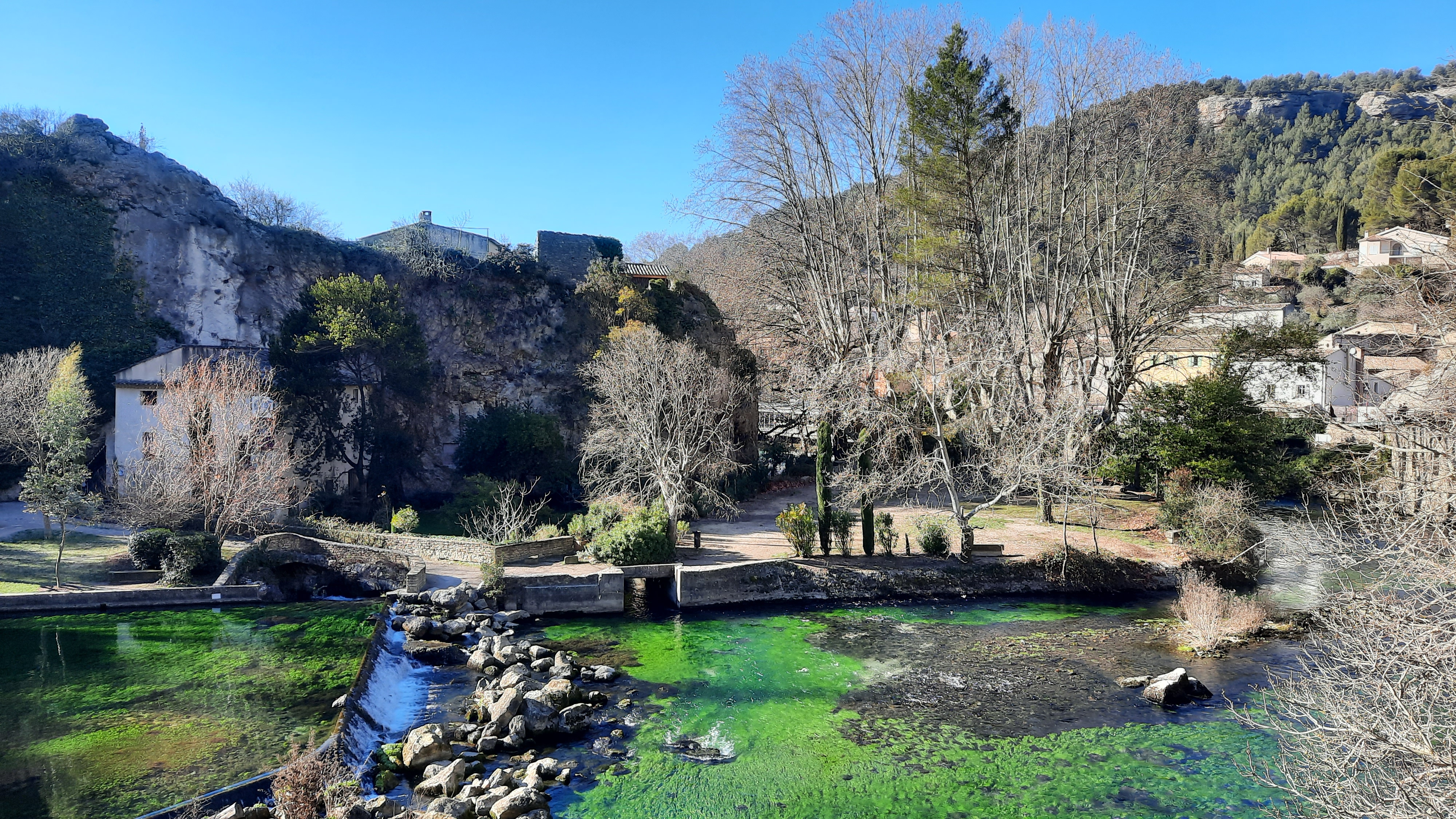
La Sorgue à Fontaine-de-Vaucluse pendant l'hiver 2022.
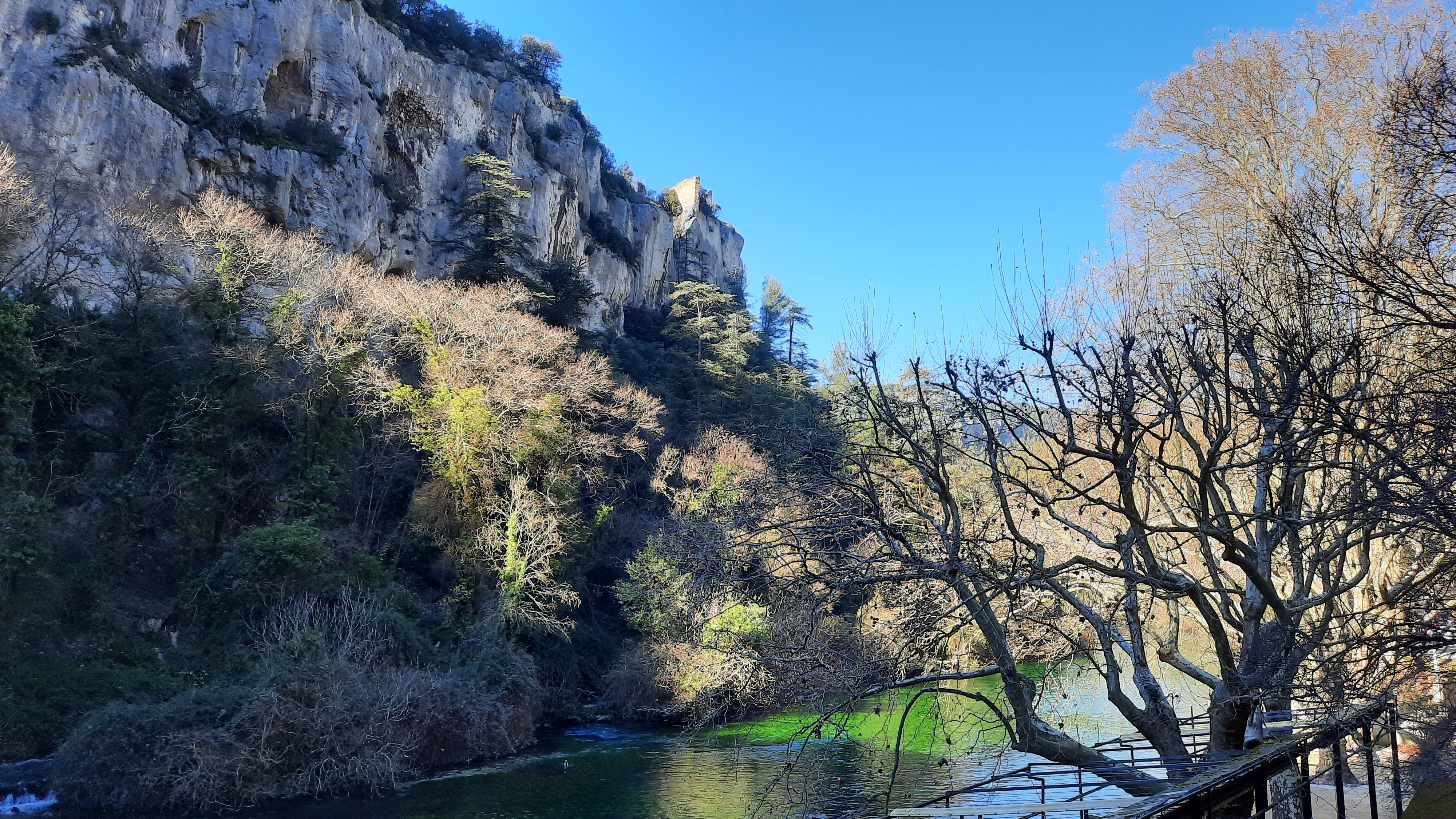
La Sorgue et le château de Vaucluse pendant l'hiver 2022.

Le village est dominé par une gigantesque falaise de 230 à 240 mètres où la fontaine a creusé son exsurgence. C’est un siphon de 308 mètres de profondeur, dont 223 sous le niveau de la mer. Cette énorme source a donné son nom à toutes les « fontaines vauclusiennes » du monde.
Les premières explorations du gouffre ont débuté en 1878, et le point le plus bas, soit - 308 m à partir de la surface de la grotte, n’a été atteint qu’en 1985 par un robot de la Société spéléologique de Fontaine de Vaucluse.
La Fontaine de Vaucluse, la plus grosse source de France, est ici appelée « la Fontaine ». Celle-ci donne naissance à la Sorgue qui se divise en plusieurs bras dans la plaine comtadine et s'écoule en direction de Saumane-de-Vaucluse puis L'Isle-sur-la-Sorgue pour devenir ensuite un affluent de l'Ouvèze à Bédarrides et Sorgues et du Rhône à Avignon.
Elle est classée cinquième au rang mondial avec un débit d'eau annuel de 630 millions de mètres cubes (20,0 m3/s). Le débit en fin d'été 2009 est descendu à 6 m3/s (79 cm), la sortie des eaux devient spectaculaire en période de crue (hiver et printemps avec un débit qui peut atteindre les 90 m3/s et dans ses plus forts débits, 170 m3/s).
L'exsurgence de Fontaine de Vaucluse est en fait la sortie naturelle la plus importante d’un « réservoir » (galeries et cavités du massif des monts de Vaucluse et du massif des Baronnies et draine du Mont Ventoux à la Montagne de Lure les eaux de pluie ainsi que la fonte des neiges) sur une surface totale de 1 100 km2.

### Climat
Pour des articles plus généraux, voir Climat de Provence-Alpes-Côte d'Azur et Climat de Vaucluse.
En 2010, le climat de la commune est de type climat méditerranéen franc, selon une étude du Centre national de la recherche scientifique s'appuyant sur une série de données couvrant la période 1971-2000. En 2020, Météo-France publie une typologie des climats de la France métropolitaine dans laquelle la commune est exposée à un climat méditerranéen et est dans la région climatique  Provence, Languedoc-Roussillon, caractérisée par une pluviométrie faible en été, un très bon ensoleillement (2 600 h/an), un été chaud (21,5 °C), un air très sec en été, sec en toutes saisons, des vents forts (fréquence de 40 à 50 % de vents > 5 m/s) et peu de brouillards. 
Pour la période 1971-2000, la température annuelle moyenne est de 13,7 °C, avec une amplitude thermique annuelle de 18,1 °C. Le cumul annuel moyen de précipitations est de 688 mm, avec 6 jours de précipitations en janvier et 2,1 jours en juillet. Pour la période 1991-2020, la température moyenne annuelle observée sur la station météorologique de Météo-France la plus proche, « Cabrières d'Avignon », sur la commune de Cabrières-d'Avignon à 4 km à vol d'oiseau, est de 14,0 °C et le cumul annuel moyen de précipitations est de 696,9 mm. 
La température maximale relevée sur cette station est de 43,2 °C, atteinte le 28 juin 2019 ; la température minimale est de −15,2 °C, atteinte le 7 janvier 1985,,. 
Les paramètres climatiques de la commune ont été estimés pour le milieu du siècle (2041-2070) selon différents scénarios d'émission de gaz à effet de serre à partir des nouvelles projections climatiques de référence DRIAS-2020. Ils sont consultables sur un site dédié publié par Météo-France en novembre 2022.

### Milieux naturels et biodiversité

#### Espace protégé et géré
La protection réglementaire est le mode d’intervention le plus fort pour préserver des espaces naturels remarquables et leur biodiversité associée.
Dans ce cadre, la commune fait partie d'un espace protégé : le Luberon Géoparc Mondial Unesco.

#### Zones naturelles d'intérêt écologique, faunistique et floristique
L’inventaire des zones naturelles d'intérêt écologique, faunistique et floristique (ZNIEFF) a pour objectif de réaliser une couverture des zones les plus intéressantes sur le plan écologique, essentiellement dans la perspective d’améliorer la connaissance du patrimoine naturel national et de fournir aux différents décideurs un outil d’aide à la prise en compte de l’environnement dans l’aménagement du territoire.
Le territoire communal comprend deux ZNIEFF de type 1 : 
- les Sorgues[16] ;
- les combes occidentales des monts de Vaucluse, de Valescure à la grande combe[17].

et une ZNIEFF de type 2 : les monts du Vaucluse.

#### Site Natura 2000
Le réseau Natura 2000 est un réseau écologique européen de sites naturels d’intérêt écologique élaboré à partir des directives « habitats » et « oiseaux ». Ce réseau est constitué de zones spéciales de conservation (ZSC) et de zones de protection spéciale (ZPS). Dans les zones de ce réseau, les États membres s'engagent à maintenir dans un état de conservation favorable les types d'habitats et d'espèces concernés, par le biais de mesures réglementaires, administratives ou contractuelles.
Sur la commune, un site Natura 2000 de type B est défini en site d'importance communautaire (SIC) : la Sorgue et l'Auzon.

## Urbanisme

### Typologie
Au 1er janvier 2024, Fontaine-de-Vaucluse est catégorisée commune rurale à habitat dispersé, selon la nouvelle grille communale de densité à sept niveaux définie par l'Insee en 2022.
Elle appartient à l'unité urbaine d'Avignon, une agglomération inter-régionale regroupant 59  communes, dont elle est une commune de la banlieue,,. Par ailleurs la commune fait partie de l'aire d'attraction de L'Isle-sur-la-Sorgue, dont elle est une commune de la couronne,. Cette aire, qui regroupe 4 communes, est catégorisée dans les aires de moins de 50 000 habitants,.

### Occupation des sols
L'occupation des sols de la commune, telle qu'elle ressort de la base de données européenne d’occupation biophysique des sols Corine Land Cover (CLC), est marquée par l'importance des forêts et milieux semi-naturels (83 % en 2018), en diminution par rapport à 1990 (87,3 %). La répartition détaillée en 2018 est la suivante :
forêts (48,6 %), milieux à végétation arbustive et/ou herbacée (34,4 %), zones agricoles hétérogènes (17 %). L'évolution de l’occupation des sols de la commune et de ses infrastructures peut être observée sur les différentes représentations cartographiques du territoire : la carte de Cassini (XVIIIe siècle), la carte d'état-major (1820-1866) et les cartes ou photos aériennes de l'IGN pour la période actuelle (1950 à aujourd'hui).

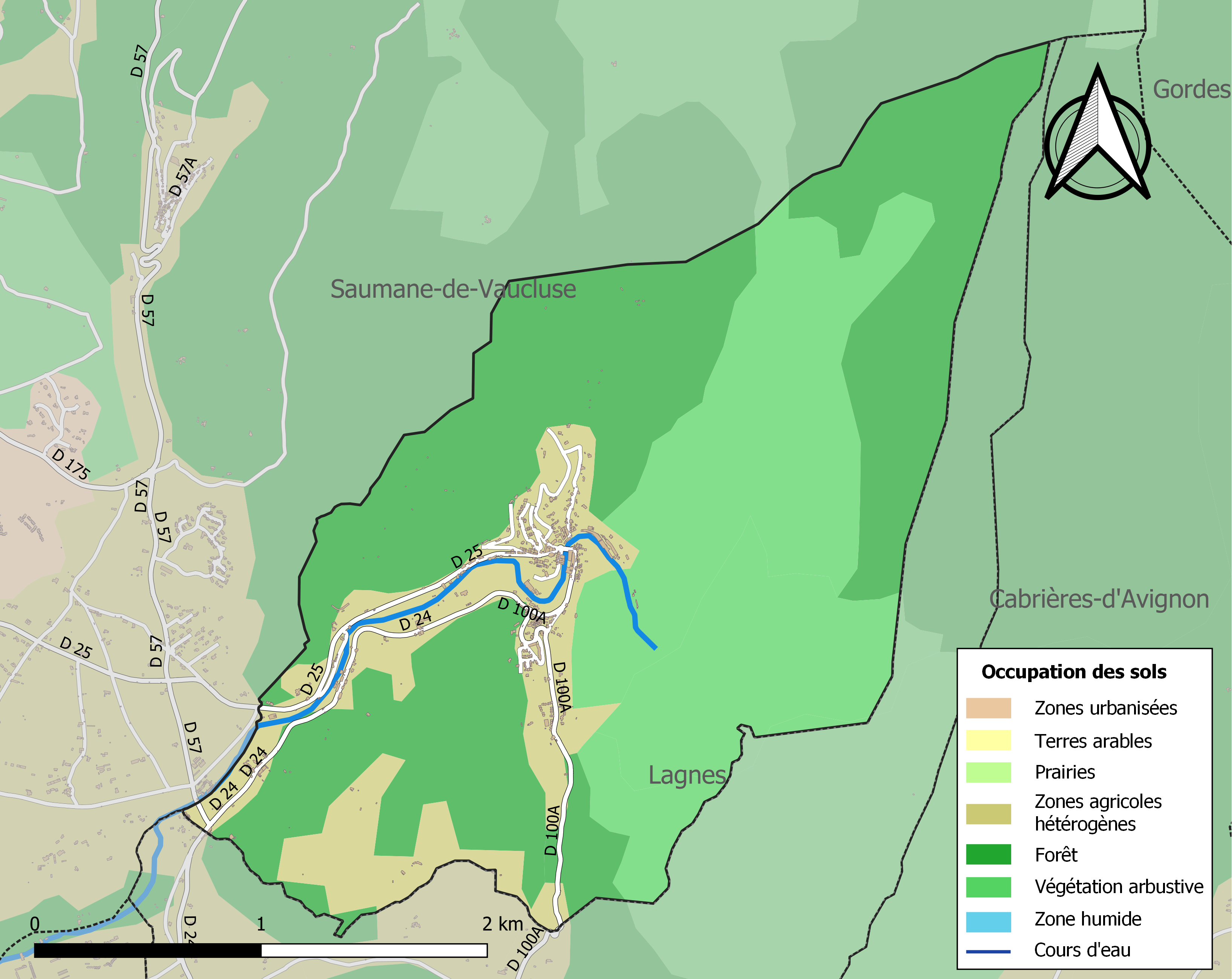
Carte des infrastructures et de l'occupation des sols de la commune en 2018 (CLC).

### Voies de communications et transports

#### Voies de communications
La route départementale 24 fait une boucle autour de la Sorgue et la traverse au niveau du village pour devenir la route départementale 25.
Une seule autre route permet l'accès au village, beaucoup plus sinueuse, la « route touristique de Gordes » (route départementale 100a).
Parking pour touristes : tarif indicatif de 6 euros pour 4 h minimum obligatoire en août 2020.

#### Transports
- Transport en Provence-Alpes-Côte d'Azur

La gare TGV la plus proche est la gare d'Avignon TGV. La commune est desservie par les sorties de l'autoroute A7 à Avignon Sud ou Cavaillon.

### Risques naturels et technologiques

#### Risques naturels
Les cantons de Bonnieux, Apt, Cadenet, Cavaillon, et Pertuis sont classés en zone « Ib » (risque faible). Tous les autres cantons du département de Vaucluse sont classés en zone « Ia » (risque très faible). Ce zonage correspond à une sismicité ne se traduisant qu'exceptionnellement par la destruction de bâtiments.

## Histoire
Ce village de 600 habitants s'appelait autrefois Vaucluse : la vallée close (Vallis Clausa, 979) et a donné son nom au département. Depuis le 19 avril 1946, il porte le nom de Vaucluse-la-Fontaine,.

### Préhistoire et Antiquité
Ce site a été de tout temps occupé. Plusieurs traces montrent une implantation humaine dès le Néolithique. On a aussi retrouvé celles du passage des Phocéens de Massalia et les vestiges du premier canal romain qui utilisait les eaux de la Sorgue existent toujours. Pline l'Ancien cite cette exsurgence sous le nom de nobilis fons Orgae.
Cette « noble fontaine » fut l'objet d'un culte majeur sous l'Antiquité romaine. À la suite des découvertes de deux plongeurs spéléologues de la SSFV (Roland Pastor et Thomas Soulard), deux chantiers archéologiques sous l'égide du SRA PACA et du DRASSM ont permis de remonter à la surface plus de 1 600 pièces de monnaie antiques du Ier siècle av. J.-C. au début du Ve siècle. Le musée Pétrarque expose une partie de ce trésor à Fontaine-de-Vaucluse.

### Haut Moyen Âge
Au VIe siècle, la tradition veut qu'un dénommé Véran se soit installé, en tant qu'ermite, dans cette solitude. La légende affirme qu'il aurait chassé une fantastique coulobre et que ses miracles l'aient contraint à accepter de devenir évêque de Cavaillon.
Plus assurée est la charte de Walcaudus, son successeur sur le siège épiscopal de Cavaillon. En effet, le cartulaire de Abbaye Saint-Victor de Marseille contient un acte daté de 979, par lequel cet évêque, avec le consentement du roi Conrad le Pacifique et du comte Guillaume Ier le Libérateur, installe quelques moines dans la Vallée Clause où était enterré l'évêque Véran.
Ce monastère fut ruiné au début du XIe siècle, puisqu'en 1034, Clément, évêque de Cavaillon, constatant l'état de cet établissement (antiquitus constitutum) décida de confier à Isarn, abbé de Saint-Victor, sa restauration. Cette donation s'accompagna d'une mense constituée de moulins sur la Sorgue.

### Bas Moyen Âge
À partir de 1339, Vaucluse fut le séjour privilégié de Pétrarque. C’est là que l’éternel amoureux de Laure vint régulièrement écouter « la voix enrouée des eaux ». Le poète explique que ce fut son séjour de prédilection : 

« La très illustre source de la Sorgue, fameuse par elle-même depuis longtemps, est devenue plus célèbre encore par mon long séjour et par mes chants. »

— Pétrarque, Senil, X, 2.

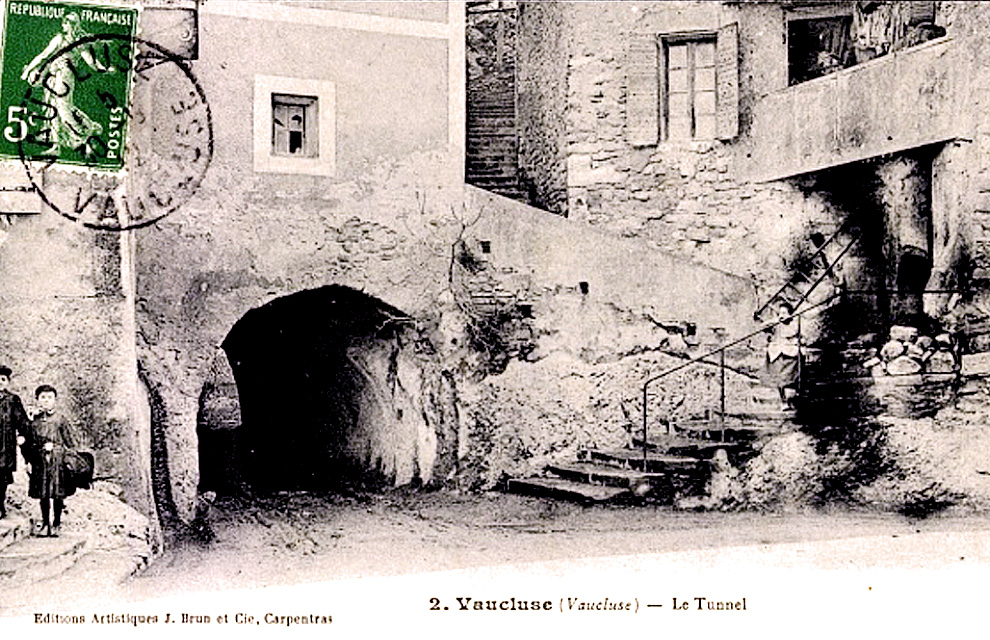
Sur le derrière de la maison, une voûte arrondie, taillée dans le roc vif qui empêche de sentir les ardeurs de l’été… C’est sous cette voûte que je passe le milieu du jour.

Un petit musée lui est aujourd’hui consacré, il se situe sur l’emplacement de sa maison – ou du moins de celui de son jardin – si l’on se fonde sur la description qu’il en fit dans sa lettre à son ami Guglielmo de Pastrengo, légiste et humaniste de Vérone : 

« Tout auprès de celui-ci (le jardin de Bacchus) et séparé seulement par un petit pont, s’élève, sur le derrière de la maison, une voûte arrondie, taillée dans le roc vif qui empêche de sentir les ardeurs de l’été… C’est sous cette voûte que je passe le milieu du jour. »

— Pétrarque, Famil, XIII, 8.
À Vaucluse, son serviteur Raymond Monet lui apprend l’art de pêcher les ombres et les truites, de cultiver son jardin, de débusquer le gibier. Le poète quitte Vaucluse au mois de mars 1353 laissant sa maison aux fils de son serviteur, qui vient de décéder, avec mission d’offrir l’hospitalité à ses amis venant en ce lieu.
Le jour de Noël de cette année, une bande de pillards entra dans le village et le mit à feu et à sang. La maison de Pétrarque fut brûlée. Mais ces cavaliers n’osèrent pas s’approcher du château épiscopal de Philippe de Cabassolle qu’ils croyaient défendu alors qu’il n’y avait aucune garnison.
Après cette attaque, les Vauclusiens inquiets se fortifièrent derrière un rempart qui s’ouvrait par une seule porte à pont-levis.

### De la Renaissance à la Révolution
Consécutivement à cette attaque et au départ de Pétrarque, la vallée close retomba dans l’oubli. Considérée comme un lieu sauvage, elle fut peu fréquentée aux XVIe et XVIIe siècles. Seul Georges de Scudéry (1601-1667) nous a laissé une Description de la fameuse Fontaine de Vaucluse.

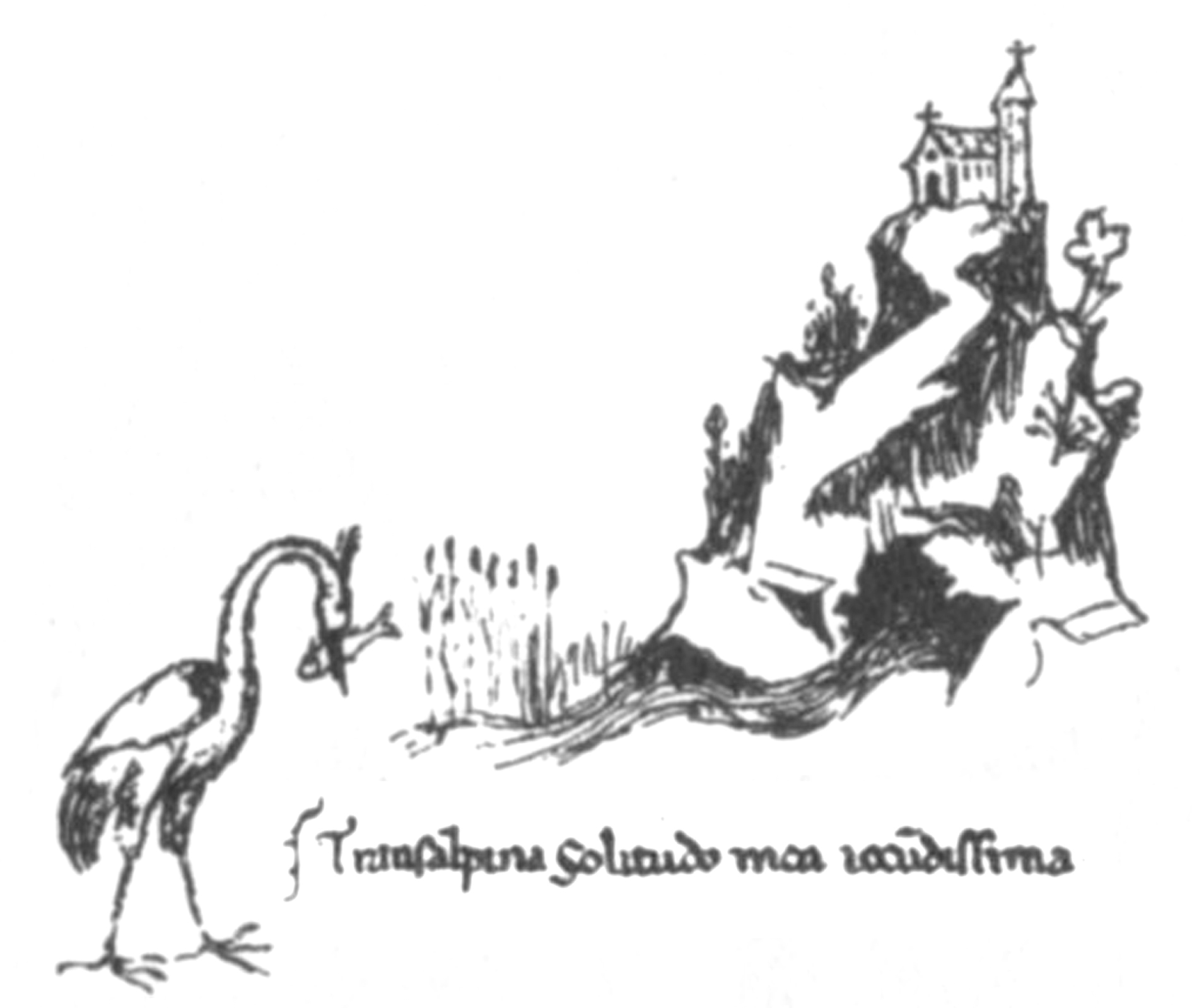
Dessin de la main de Pétrarque de la Fontaine de la Sorgue.

Les vents, même les vents, qu’on entend respirer,
Et parmi ces rochers, et parmi ces ombrages,
Eux qui me font aimer ces aimables rivages,
Ont appris de Pétrarque à si bien soupirer.
Les flots, même les flots, qu’on entend murmurer,
Avec tant de douceur, dans des lieux si sauvages,
Imitent une voix qui charmait les courages,
Et parlent d’un Objet qu’on lui vit adorer.
Au lieu même où je suis, mille innocents oiseaux
Nous redisent encor, près de ces claires eaux,
Ce que Laure disait à son amant fidèle :
Ici tout n’est que flamme ; ici tout n’est qu’amour ;
Tout nous parle de lui ; tout nous entretient d’elle ;
Et leur ombre erre encor en ce charmant séjour.
Il fallut attendre la fin du XVIIIe siècle pour une redécouverte du mythe et de la vallée. La lettre de Voltaire à l'abbé de Sade, datée du 12 février 1764, montre son ignorance totale du site :

« J'irai vous voir assurément à la fontaine de Vaucluse. Ce n'est pas que mes vallées ne soient plus vastes et plus belles que celles où vécut Pétrarque, mais je soupçonne que vos bords du Rhône sont moins exposés que les miens aux cruels vents du nord. »

On ne pouvait mieux se tromper. Ce fut bizarrement un duel qui popularisa à nouveau Vaucluse. En 1783, Gabriel-Honoré de Mirabeau provoqua Louis-François de Galliffet. La rencontre devait avoir lieu à la Fontaine de Vaucluse. Mirabeau, empressé d’en découdre arriva trois jours avant. Pour patienter, il alla visiter le lieu et dans une admirable lettre conservée au musée, il décrit ainsi la fontaine :

« Cet abîme sans fond, recouvert de voûtes concentriques, élevées par la main majestueuse de la nature, ce portail colossal, forment un des plus nobles spectacles que les pays des montagnes n’aient jamais offert… On y sent tout ce qu’on voit plutôt qu’on ne l’observe. »

Si le duel n'eut pas lieu, les copies de la lettre connurent un indéniable succès. La consécration fut la visite, en 1802, de Chateaubriand. Les romantiques ne pouvaient qu'apprécier ce lieu et le populariser. Ce que fit François-René dans ses Mémoires d'outre-tombe.
En 1804, de nombreux souscripteurs participent au financement de l’édification de la colonne pour le cinquième centenaire de la naissance du poète arétin Pétrarque.

### Période moderne
La seigneurie fut aliénée à la famille de Saignet, puis achetée en 1633 par François de Seytres.
L'eau de la Sorgue a joué un rôle primordial pour l’économie de ce territoire. En utilisant sa force, des moulins à papier ont fait leur apparition au XVe siècle. Fleuron de l'industrie locale, la papeterie et en particulier les Papeteries Navarre et son usine de Galas assura jusqu'en 1950 la prospérité du lieu avant d’être dépassée par la modernité et remplacée localement au profit du tourisme et de l'artisanat. Il reste aujourd'hui une papeterie au village.

### Époque contemporaine
En 1946, la Commune, précédemment appelée Vaucluse, change de nom officiellement pour Fontaine-de-Vaucluse.

## Toponymie
Le nom de la localité est attesté sous les formes Vaucluse en 1793 et en 1801 et Fontaine-de-Vaucluse depuis 1946.
Le nom de la commune provient du latin Vallis clausa, la vallée close, en provençal, il est noté Vauclusa / La Fònt de Vauclusa selon la norme classique ou Vau-Cluso / La Font de Vau-Cluso selon la norme mistralienne.

### Légende

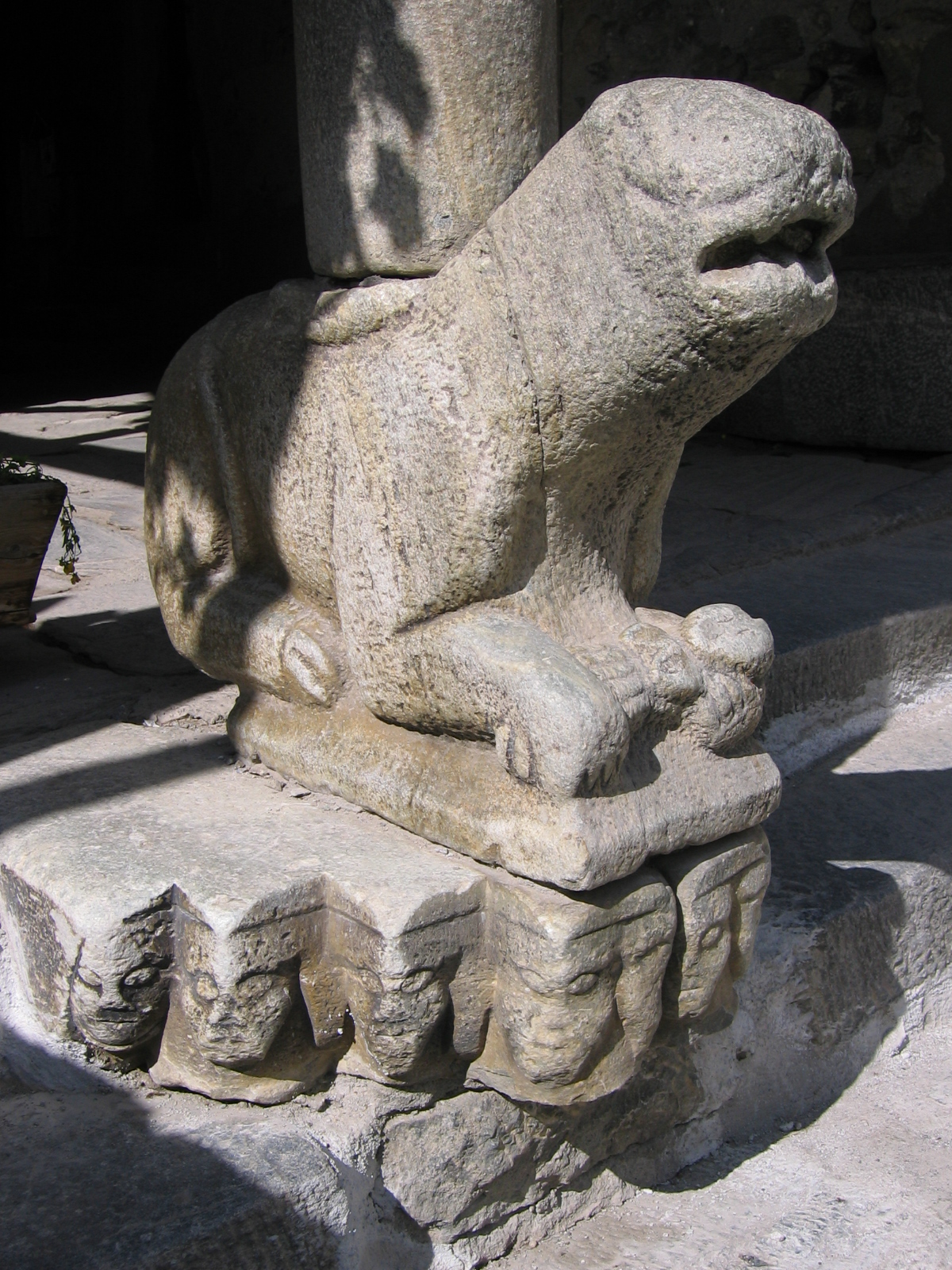
Le Coulobre statufié à la porte de l'église de Saint-Véran.

C'est ici que saint Véran, évêque de Cavaillon, selon la légende, aurait réalisé son plus célèbre miracle en débarrassant la Sorgue d'un horrible drac ou dragon que l'on nomme encore Coulobre.
Ce Coulobre, dont on a voulu faire descendre le nom du latin coluber (couleuvre), était une créature ailée qui vivait dans l'exsurgence de la Sorgue. Elle passait pour s'unir avec des dragons qui l'abandonnaient ensuite, la forçant à élever seule les petites salamandres noires dont elle accouchait. Elle cherchait désespérément un nouvel époux et un père pour ses enfants, mais sa laideur repoussait tous les prétendants.
On y voit, avec juste raison, le symbole de la lutte de l'évêque contre les anciens cultes. Le drac est, en effet, une divinité ligure des eaux tumultueuses et le coulobre doit son nom à deux racines celto-ligires : Kal : pierre, et Briga : colline. C'est la falaise dominant la fontaine où se trouve encore la Vache d'Or qui devait être le lieu d'un antique culte pastoral célébrant la force et la forme de l'eau et de la pierre. Selon la légende, il chassa cette immonde bête dans les Alpes où elle s'en fut mourir. Le village de Saint-Véran aurait été son lieu de chute. Il est à signaler qu'en remontant le sentier qui mène vers la source, on croise encore le Traou dou Couloubre.
Pétrarque aurait été attaqué par l'une de ces créatures jalouses alors qu'il se trouvait au bord de l'eau avec sa Laure, sa bien-aimée : il tua lé monstre d'un coup d'épée, mais Laure mourut ensuite de la peste.

## Politique et administration

### Découpage territorial
La commune se trouve dans l'arrondissement d'Avignon du département du Vaucluse.

#### Commune et intercommunalités
La commune fait partie de la communauté de communes du Pays des Sorgues et des Monts de Vaucluse.

#### Circonscriptions administratives
La commune est rattachée au canton de L'Isle-sur-la-Sorgue.

#### Circonscriptions électorales
Pour l'élection des députés, la commune fait partie de la deuxième circonscription de Vaucluse.

### Élections municipales et communautaires

#### Liste des maires
| Période                                  | Période                    | Identité            | Étiquette | Qualité                                        |
| ---------------------------------------- | -------------------------- | ------------------- | --------- | ---------------------------------------------- |
| 1909                                     | 1939                       | Robert Garcin       |           | Fabricant de papier, déporté politique en 1944 |
| 3 mai 1953                               | 21 mars 1965               | Antoine Mariani     |           |                                                |
| mars 1965                                |                            | Louis Deschambenoit |           |                                                |
|                                          |                            |                     |           |                                                |
| mars 1989                                | juin 2011 Mort en fonction | Christian Tallieux  |           | Médecin                                        |
| juillet 2011,                            | 2020                       | Roland Pastor       |           | Enseignant                                     |
| 2020                                     | en cours                   | Patricia Philip     |           |                                                |
| Les données manquantes sont à compléter. |                            |                     |           |                                                |

## Équipements et services publics

### Enseignement
La commune a une école de trois classes qui pratique la semaine de quatre jours.

### Santé
La pharmacie la plus proche est à Lagnes, mais la proximité de l'Isle-sur-la-Sorgue offre de nombreux autres commerces, grandes surfaces spécialisées et supermarchés ainsi que les lieux d'enseignement secondaires (collèges et lycée) à quelques kilomètres à peine.

### Postes et télécommunications
La commune a son propre service postal.

## Population et société

### Démographie

#### Évolution démographique
L'évolution du nombre d'habitants est connue à travers les recensements de la population effectués dans la commune depuis 1793. Pour les communes de moins de 10 000 habitants, une enquête de recensement portant sur toute la population est réalisée tous les cinq ans, les populations de référence des années intermédiaires étant quant à elles estimées par interpolation ou extrapolation. Pour la commune, le premier recensement exhaustif entrant dans le cadre du nouveau dispositif a été réalisé en 2008.

En 2022, la commune comptait 576 habitants, en évolution de −7,69 % par rapport à 2016 (Vaucluse : +1,73 %, France hors Mayotte : +2,11 %).
| 1793 | 1800 | 1806 | 1821 | 1831 | 1836 | 1841 | 1846 | 1851 |
| ---- | ---- | ---- | ---- | ---- | ---- | ---- | ---- | ---- |
| 300  | 284  | 269  | 327  | 404  | 428  | 455  | 460  | 515  |

| 1856 | 1861 | 1866 | 1872 | 1876 | 1881 | 1886 | 1891 | 1896 |
| ---- | ---- | ---- | ---- | ---- | ---- | ---- | ---- | ---- |
| 563  | 596  | 586  | 709  | 850  | 844  | 776  | 652  | 702  |

| 1901 | 1906 | 1911 | 1921 | 1926  | 1931  | 1936 | 1946 | 1954 |
| ---- | ---- | ---- | ---- | ----- | ----- | ---- | ---- | ---- |
| 688  | 766  | 834  | 943  | 1 010 | 1 137 | 826  | 723  | 755  |

| 1962 | 1968 | 1975 | 1982 | 1990 | 1999 | 2006 | 2008 | 2013 |
| ---- | ---- | ---- | ---- | ---- | ---- | ---- | ---- | ---- |
| 781  | 698  | 532  | 604  | 580  | 610  | 671  | 690  | 645  |

| 2018 | 2022 | - | - | - | - | - | - | - |
| ---- | ---- | - | - | - | - | - | - | - |
| 585  | 576  | - | - | - | - | - | - | - |

### Budget et fiscalité 2016
En 2016, le budget de la commune était constitué ainsi :
- total des produits de fonctionnement : 889 000 €, soit 1 362 € par habitant ;
- total des charges de fonctionnement : 786 000 €, soit 1 203 € par habitant ;
- total des ressources d’investissement : 270 000 €, soit 414 € par habitant ;
- total des emplois d’investissement : 352 000 €, soit 538 € par habitant.
- endettement : 463 000 €, soit 709 € par habitant.

Avec les taux de fiscalité suivants :
- taxe d’habitation : 4,18 % ;
- taxe foncière sur les propriétés bâties : 8,03 % ;
- taxe foncière sur les propriétés non bâties : 18,00 % ;
- taxe additionnelle à la taxe foncière sur les propriétés non bâties : 0,00 % ;
- cotisation foncière des entreprises : 0,00 %.

Chiffres clés Revenus et pauvreté des ménages en 2014 : Médiane en 2014 du revenu disponible, par unité de consommation : 16 729 €.

## Économie

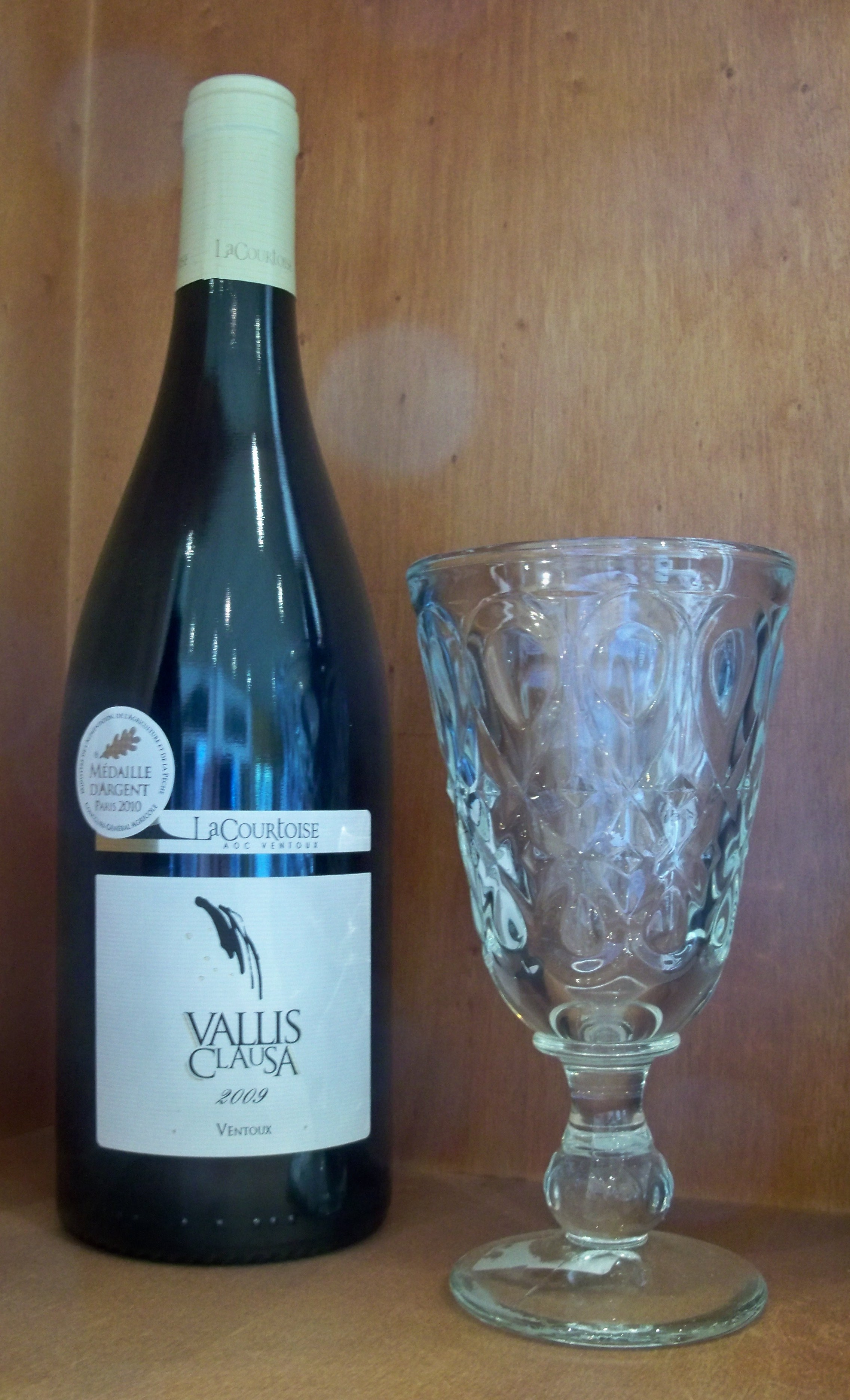
AOC ventoux, cuvée Vallis-Clausa.

### Agriculture
L'activité agricole de la commune se concentre autour de quelques pôles. Elle est incluse dans l'aire d'appellation Ventoux (AOC). Les producteurs n'ont pas de cave indépendante, mais portent leurs vendanges à vinifier à la cave La Courtoise de Saint-Didier. Celle-ci fait une cuvée spéciale Vallis Clausa dont la qualité est régulièrement reconnue et récompensée lors des concours de dégustation régionaux ou nationaux.
La trufficulture tient aussi une place importante. La récolte des truffes se fait entre la fin novembre et le début mars.

### Alambics
Alambics de campagne et distillerie des essences.
Alambic à parfums.

### Tourisme
Le touriste est le principal apporteur de devise de la commune par le biais des parkings, de la restauration ou de l'hôtellerie (de diverses catégories), gites, campings, chambres d'hôtes, des commerces de souvenirs et produits provençaux, des centres d'activités.
Plusieurs centres de canoë-kayak, pêche à la truite, un parcours dans les arbres...
Important artisanat : confiserie, verre et cristal filés, art du bois, poterie, bijoux, coutellerie, cuir, art du vitrail, papeterie.

### Cultes
Culte catholique, Paroisse de L'Isle sur la Sorgue, diocèse d'Avignon.

## Culture locale et patrimoine

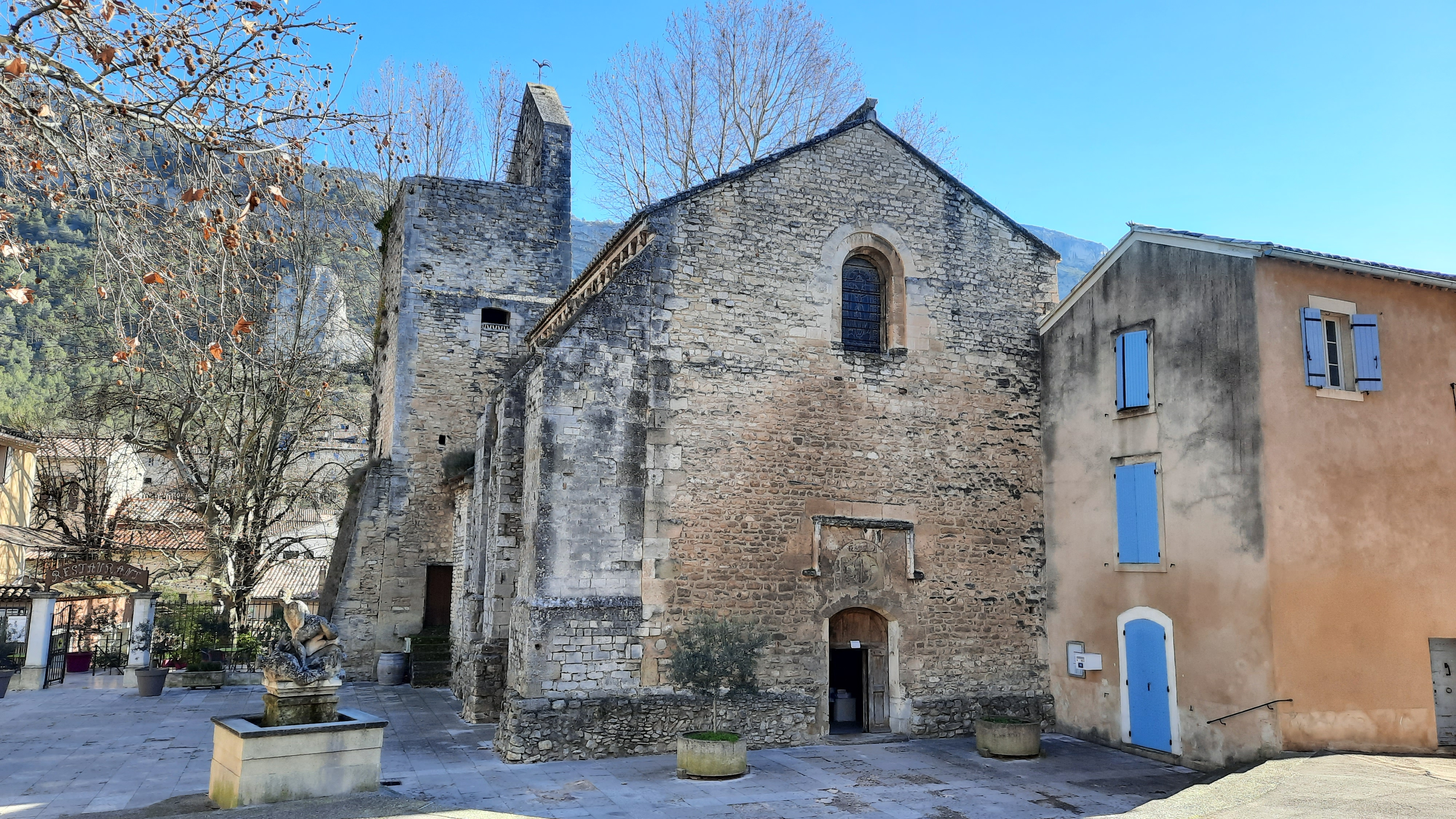
L'église Saint-Véran.

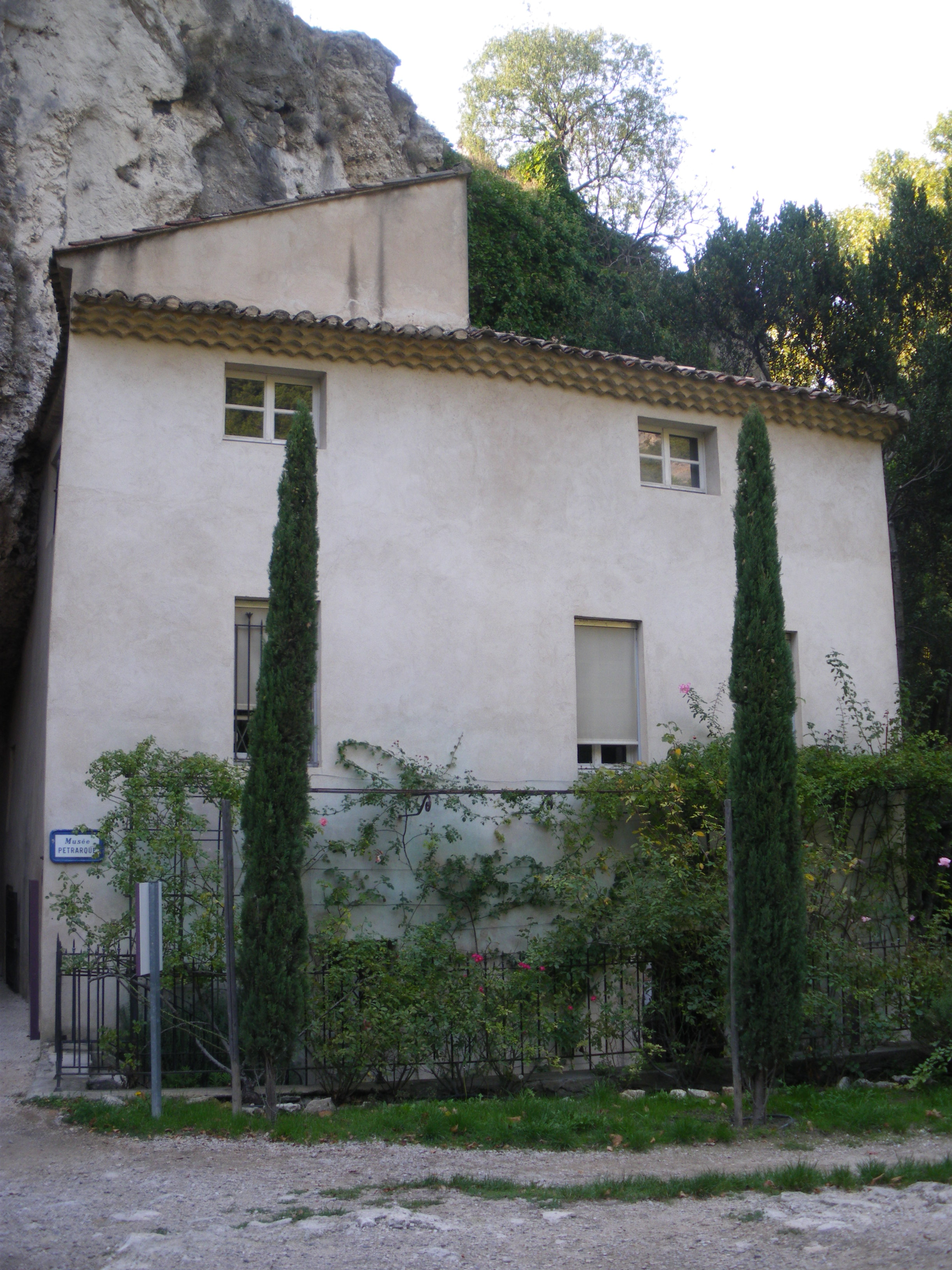
Le musée Pétrarque.

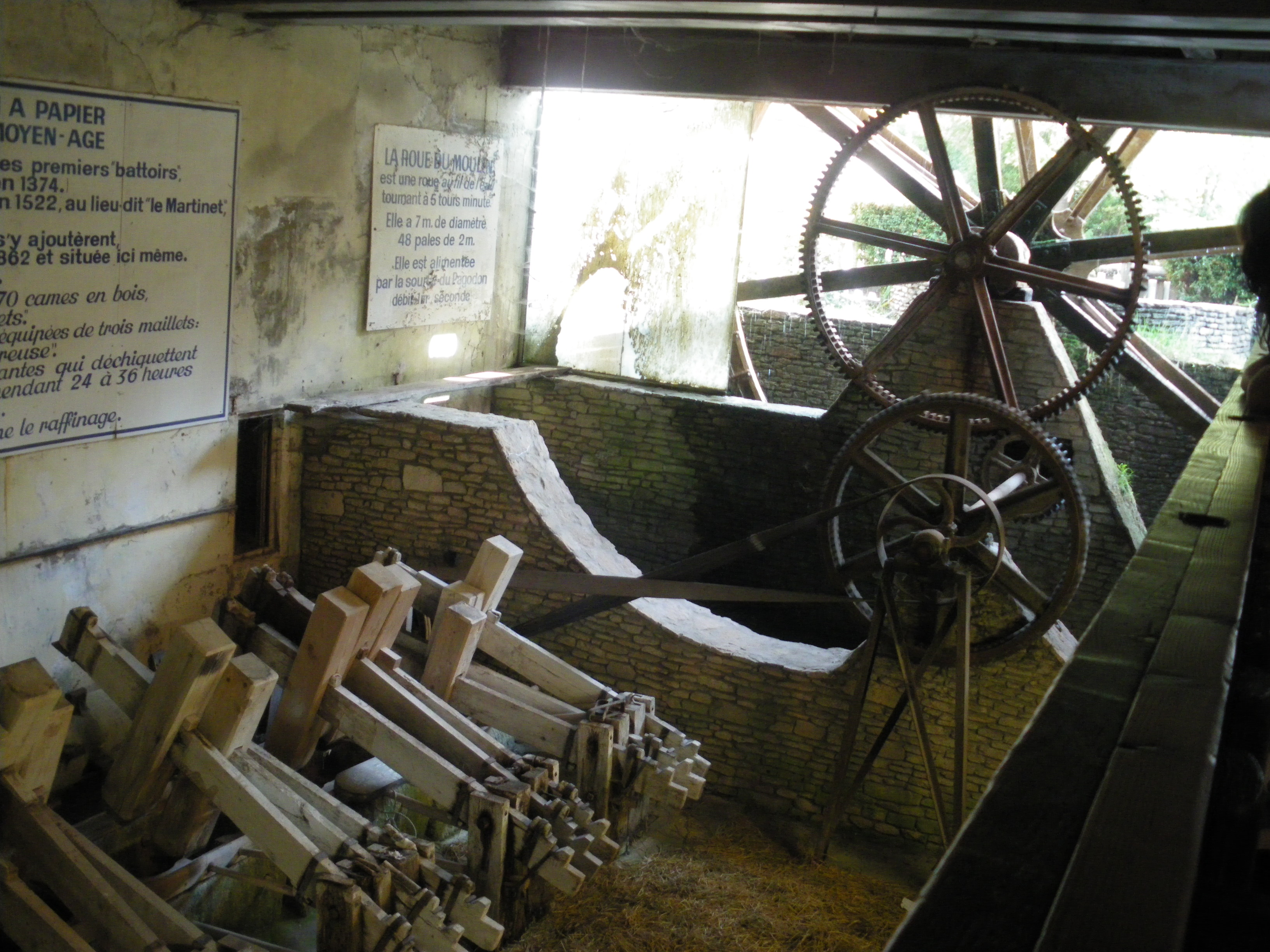
Le moulin à papiers.

### Lieux et monuments
On peut voir sur cette commune :
- Les vestiges d’un canal romain construit le long de la rive gauche de la Sorgue.
- L’église Notre-Dame-et-Saint-Véran[52],[53]. L'édifice a été classé au titre des monuments historiques en 1840[52].

Cette église a été construite par les moines victoriens sur l'emplacement d'un antique sanctuaire dédié à un dieu païen des eaux. Elle comprend une nef à trois travées barlongues donnant sur un transept qui s'ouvrait sur trois absides. Une imposante colonne romaine qui décore la partie sud du chœur et un chapiteau réutilisé sur la colonne opposée restent les témoins du temple antique. Une porte, située sur le côté ouest, mettait l'église en relation avec le cloître attesté au XIIIe siècle.
Dans son état actuel, elle peut être datée du XIIe siècle, mais est, en réalité, la restauration d'un édifice du XIe. Cette datation est confirmée par la dédicace qui est gravée sur le montant septentrional droit de l'arc d'ouverture de l'abside : XIIIe (?). KAL. NOVEMBRIS / DEDICACIO. SCE / MARIÆ.
À la fin du XIIe siècle, a été édifiée, entre l'abside et l'absidiole droite, une minuscule chapelle qui abrite un enfeu avec un sarcophage carolingien dit de saint Véran. Lors de sa construction ont été utilisés en réemploi dix fragments de plaques de chancel décorés de pampres, et un autel tabulaire de marbre. Il existe aussi, datables du Xe siècle, deux oblits conservés au musée Calvet d'Avignon.
- Les vestiges du château des évêques de Cavaillon[59] (XIIIe/XIVe siècle) perché sur les hauteurs[60].
- La colonne érigée en 1804 pour célébrer le 500e anniversaire de la naissance de Pétrarque[61],
- Roues à aubes à la hauteur de Vallis Clausa et près du pont de la place de la Mairie,
- Deux habitats troglodytes :

Le premier a été édifié aux Baumes Rouges. Il a utilisé trois énormes blocs d'éboulis et il est fermé par un mur en pierres sèches en façade. À l'intérieur, il comprend un lit et une cheminée rupestres.
Le second, situé sur la rive droite de la Sorgue, est dénommé Bastide de la Baume. Il a été qualifié d'habitation troglodyte bourgeoise sinon aristocratique. Construit sous un gigantesque abri sous roche, ce bâtiment développe 100 mètres de façade des dépendances agricoles à la maison de maître avec fronton à balustrade.
- « Musée-bibliothèque François Pétrarque » : installé dans une maison bâtie, pense-t-on, à l'emplacement de celle qu'habitait le poète, il expose des dessins et des estampes consacrées au thème de Pétrarque et Laure de Sade ainsi que des éditions anciennes des œuvres du poète et de ses épigones[63].
- Musée d’Histoire Jean Garcin : 39-45 L’Appel de la liberté : une première partie est consacrée à la vie quotidienne sous l'occupation ; la seconde aborde le thème de la résistance dans le Vaucluse, retracée par acteurs et témoins de cette épopée, tandis qu'un support audiovisuel aide à situer ces événements dans le contexte national.
- « Écomusée des santons ».
- « Monde Souterrain de Norbert Casteret » : la collection Casteret présente les plus belles concrétions calcaires (calcite, gypse, aragonite) recueillies par le spéléologue en 30 ans d'exploration.
- La galerie décorée[64].
- « Vallis Clausa, tradition papetière »[65].

Cette ancienne papeterie du XVe siècle a conservé ses battoirs en bois actionnés par une roue à aubes et destinés à broyer les chiffons pour faire de la pâte à papier.
- La fontaine de Vaucluse qui est en fait un gouffre ; de quelle profondeur ? Nul ne le sait exactement : le dernier record, 315 m, a été établi le 2 août 1985, à l'aide d'un petit sous-marin téléguidé équipé de moyens vidéo.
- Le pont-aqueduc de Galas[66],[67], plusieurs barrages et ponts, d’anciennes usines papetières, des bories.
- Monument aux morts[68].

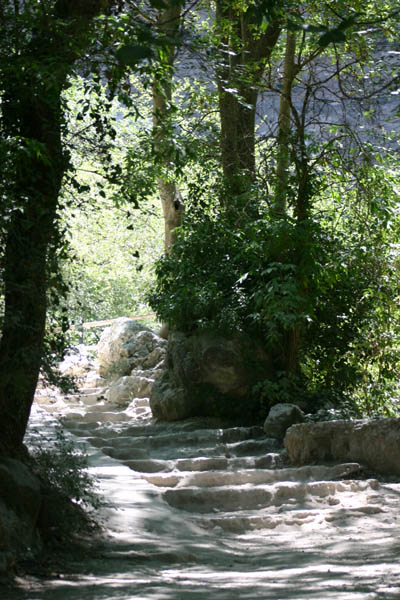
L'accès au site.
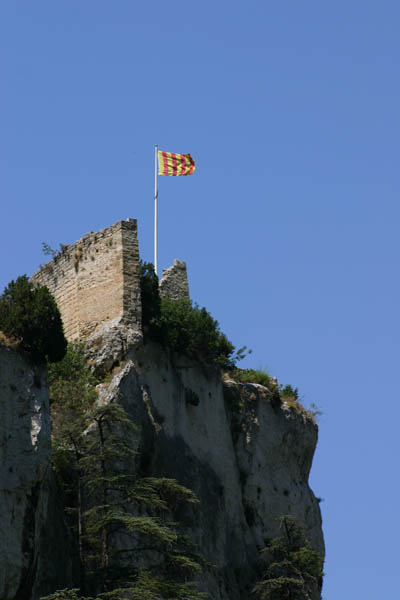
Les restes du château.
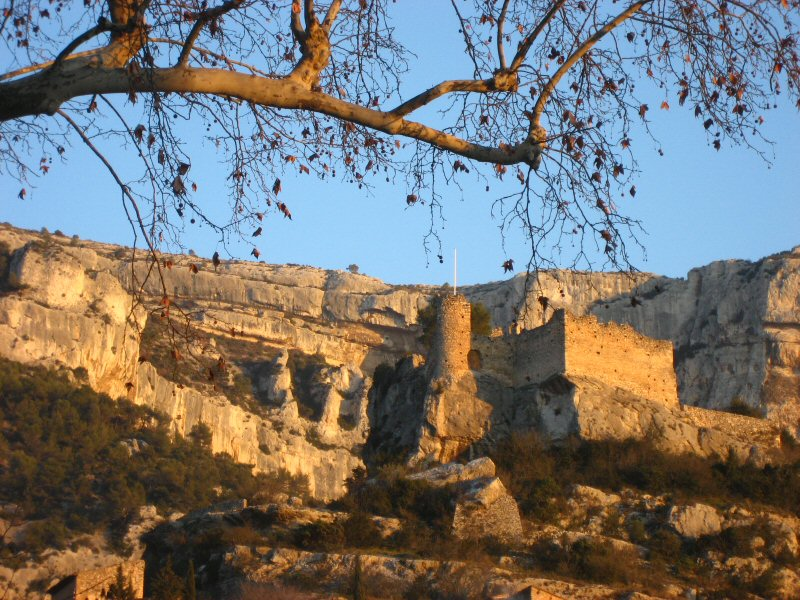
Le château surplombant le village.
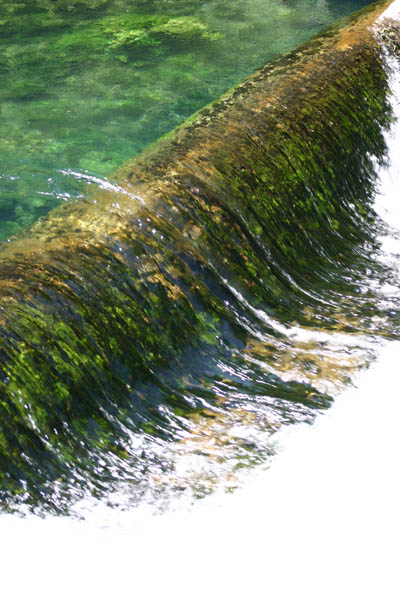
L'écoulement de l'eau.
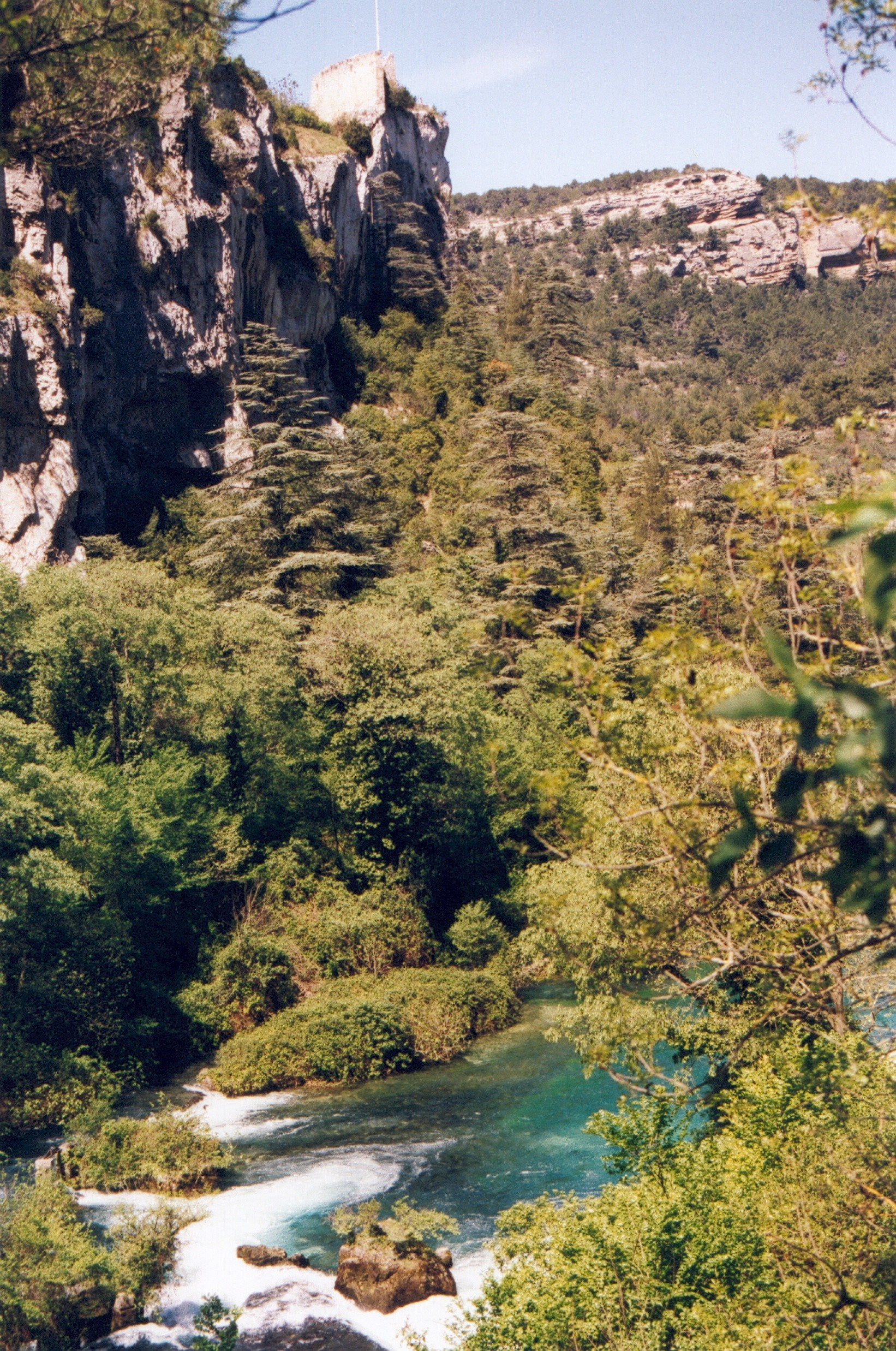
Vue de la fontaine.
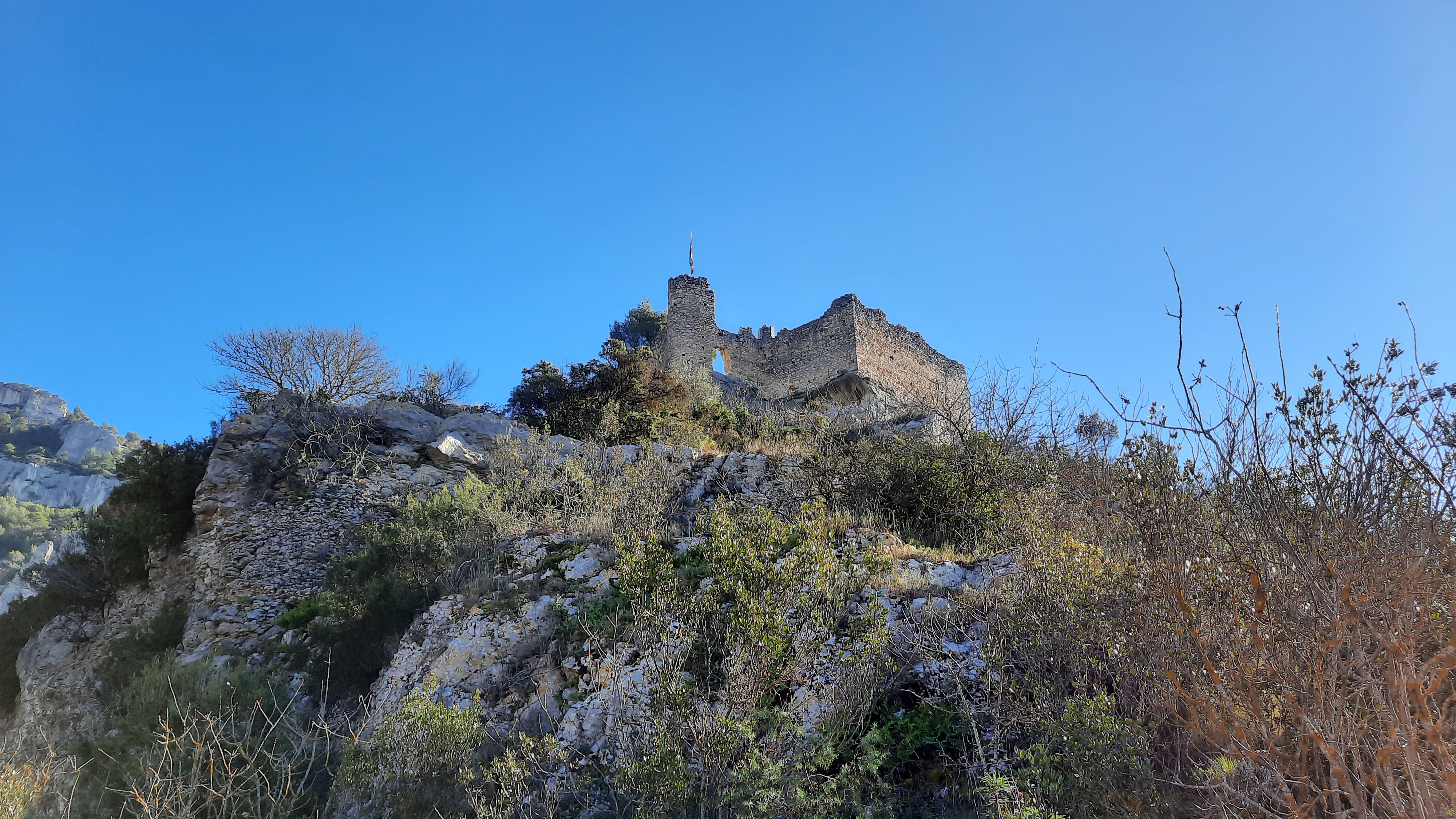
Le château vu depuis le chemin d'accès.
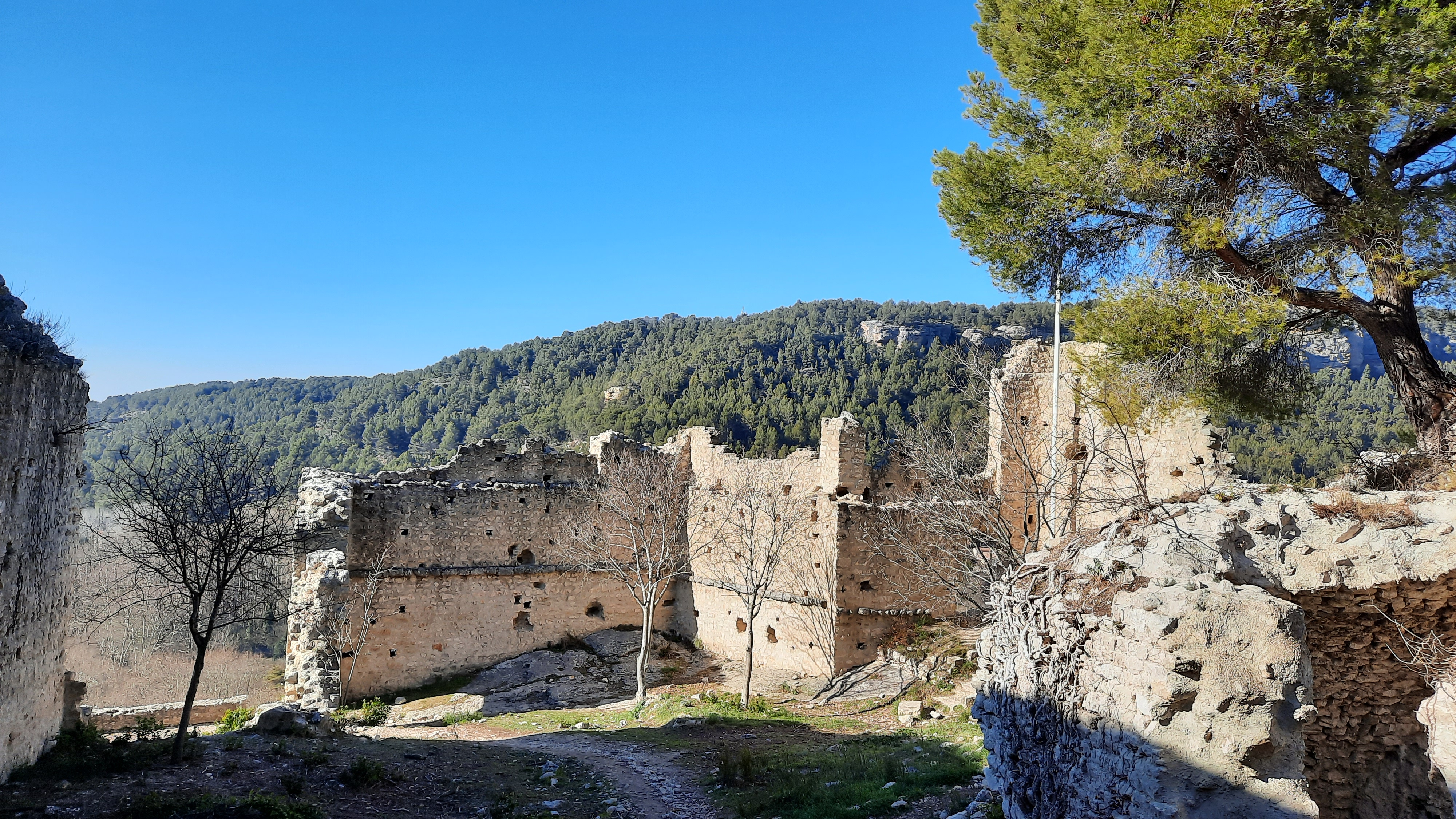
Les ruines du château.

### Personnalités liées à la commune

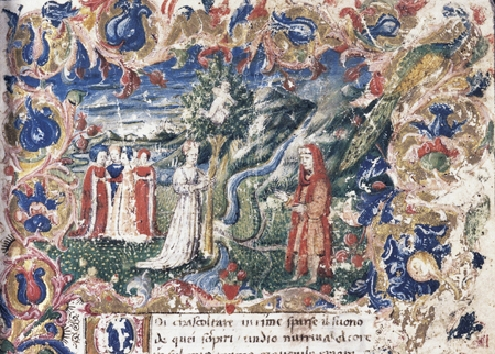
Pétrarque, Laure et Cupidon, allégorie de Vaucluse vers 1444.

De nombreux poètes et écrivains ont visité et fait mention de Fontaine-de-Vaucluse. On peut noter entre autres : Pétrarque, Scudéry, Mirabeau, Chateaubriand, Frédéric Mistral et René Char.
- Saint Véran, évêque de Cavaillon, qui est ermite à Vaucluse aux environs de 515[69].
- Philippe de Cabassolle, ses titres sont nombreux, mais on peut noter entre autres, évêque de Cavaillon de 1334 à 1366, puis évêque de Marseille de 1366 à 1368.
- Jean Garcin (1917-2006), résistant et président du conseil général de Vaucluse (1970-1992), natif de Fontaine-de-Vaucluse, vice-président du conseil régional de PACA et maire de sa commune natale.

### Héraldique
| Blason de Fontaine-de-Vaucluse | Blason  | D'azur, à une truite d'argent et à un ombre du même, nageant l'une sur l'autre,. |
| Blason de Fontaine-de-Vaucluse | Détails | Le statut officiel du blason reste à déterminer.                                 |